# Saint-Saturnin-de-Lucian
Saint-Saturnin-de-Lucian é uma comuna francesa na região administrativa de Occitânia, no departamento de Hérault. Estende-se por uma área de 9,83 km². Em 2010 a comuna tinha 278 habitantes (densidade: 28,3 hab./km²).